# Lozares de Tobalina
Lozares de Tobalina es una localidad del municipio burgalés de Valle de Tobalina, en la Comunidad Autónoma de Castilla y León (España). Comarca de Las Merindades.
La iglesia está dedicada a san Clemente.

## Localidades limítrofes
Confina con las siguientes localidades:
- Al sureste con Lomana.
- Al sur con Quintana María.
- Al suroeste con Cillaperlata.
- Al noroeste con Bascuñuelos y Virués.

## Demografía
Evolución de la población
| Gráfica de evolución demográfica de Lozares de Tobalina entre 2000 y 2017 |
|                                                                           |
| Población de derecho (2000-2017) según el padrón municipal del INE        |

## Historia
Así se describe a Lozares de Tobalina en el tomo X del Diccionario geográfico-estadístico-histórico de España y sus posesiones de Ultramar, obra impulsada por Pascual Madoz a mediados del siglo XIX:

Villa en la provincia, diócesis, audiencia territorial y capitanía general de Burgos (13 leguas), partido judicial de Villarcayo (5), y ayuntamiento del valle de Tobalina (1); está situada en un llano algún tanto elevado por una pequeña colina que desciende de N a S; su clima es templado, y reinan todos los vientos. Tiene 36 casas, una fuente que nace dentro de la población, de cuyas aguas, que son bastante crudas y frías, se surten los vecinos para sus usos; y una iglesia parroquial (San Clemente), con su cementerio contiguo y al N de la misma, servida por un cura párroco y un sacristán; el curato es de entrada y lo provee el ordinario en hijos patrimoniales; dicha iglesia se halla separada del pueblo en una altura de difícil acceso por la parte meridional, pero llano por el N. El término confina por este lado Estramiana y Hedeso; E Lomana; S Quintana María y río Ebro, y O Bascuñuelos y Virués; según se dice existió en este término y distante ¼ de legua O de la villa, un pueblo llamado Ampudia. El terreno es desigual, pero bastante productivo; le baña un arroyo que se desprende de una cuesta que se halla al N; su caudal es escaso y se aumenta antes de llegar al pueblo con las aguas de una fuente; no hay otros montes que las cuestas que se encuentran al N y S, las cuales crían pastos, leña menuda y algunos pinos de mala calidad; las canteras son todas de piedra granito abundante y buena. Caminos: el que dirige de Frías a Medina. Correos: la correspondencia se recibe de Briviesca por valijero hasta Frías. Producciones: trigo, centeno, cebada, avena, habas, titos, arvejas, yeros, alu-bias, maíz, nueces, cerezas, patatas y vino, ganado lanar burdo y alguna recría de mular, y caza de perdices, liebres y codornices. Industria: la agrícola. Población: 22 vecinos, 83 almas. Capital productivo: 280.720 reales. Imponible: 27.695.
Diccionario geográfico-estadístico-histórico de España y sus posesiones de Ultramar